# 欧特法日拉图尔
欧特法日拉图尔（法語：Hautefage-la-Tour，法語發音：[otfaʒ la tuʁ]）是法国洛特-加龙省的一个市镇，属于洛特河畔新城区。

## 地理
欧特法日拉图尔（44°19'19"N, 0°47'4"E）面积20.75 平方千米，位于法国新阿基坦大区洛特-加龍省，该省份为法国西南部内陆省份，北起多爾多涅省，西接吉倫特省和朗德省，南至热尔省，东临塔恩-加龙省和洛特省。
与欧特法日拉图尔接壤的市镇（或旧市镇、城区）包括：欧拉杜、卡西尼亚、弗雷斯佩克、蒙巴朗、佩讷达日奈、皮若勒、圣安托万-德菲卡尔巴、洛特河畔新城。

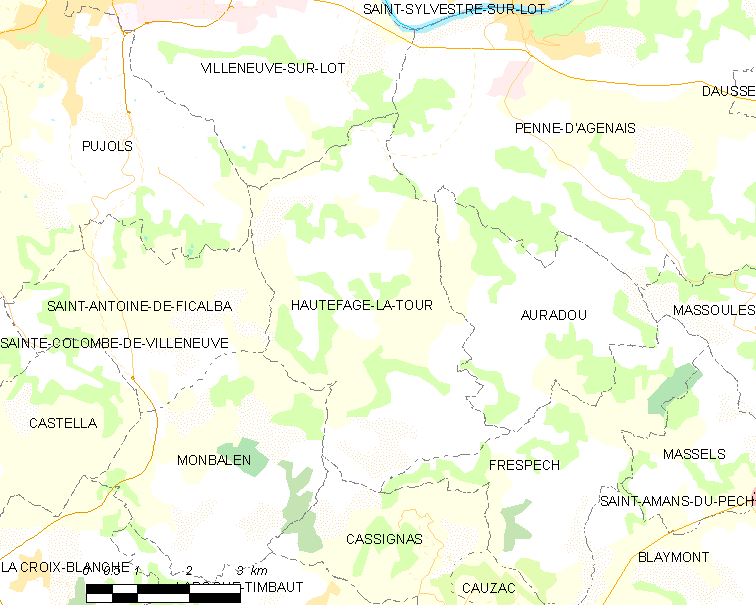
欧特法日拉图尔的OSM定位图

欧特法日拉图尔的时区为UTC+01:00、UTC+02:00（夏令时）。

## 行政
欧特法日拉图尔的邮政编码为47340，INSEE市镇编码为47117。

## 政治
欧特法日拉图尔所属的省级选区为洛特河畔新城第二县。

## 人口

1962-2008年间欧特法日拉图尔人口变化图示

欧特法日拉图尔于2022年1月1日时的人口数量为1028人。